# جيمي فاريل
جيمي فاريل (بالإنجليزية: James Leo Farrell)‏ هو لاعب اتحاد الرغبي أيرلندي، ولد في 7 أغسطس 1903 في المملكة المتحدة لبريطانيا العظمى وأيرلندا، وتوفي في 24 أكتوبر 1979 في Cirencester ‏ في المملكة المتحدة.

## وصلات خارجية
- جيمي فاريل عل موقع إسبنسكروم (الإنجليزية)